# Арт Малик
Арт Малик (на английски: Art Malik) (роден на 13 ноември 1952 г.) е британски актьор от пакистански произход. 

## Избрана филмография
| Година | Филм                        | Оригинално заглавие  | Роля             | Режисьор           |
| ------ | --------------------------- | -------------------- | ---------------- | ------------------ |
| 1987   | Живите светлини             | The Living Daylights | Камран Шах       | Джон Глен          |
| 1994   | Истински лъжи               | True Lies            | Салим Абу Азиз   | Джеймс Камерън     |
| 2010   | Човекът-вълк                | The Wolfman          | Сингх            | Джо Джонстън       |
| 2010   | Сексът и градът 2           | Sex and the City 2   | шейх Халед       | Майкъл Патрик Кинг |
| 2012   | Джон Картър между два свята | John Carter          | генерал Зоданган | Андрю Стантън      |